# 와일드 카드 (2003년 영화)
《와일드 카드》(Wild Card)는 2003년 5월 16일에 개봉한 대한민국의 영화이다.

## 줄거리
2003년 김유진 감독이 연출한 영화 '와일드 카드'는 서울에서 벌어지는 젊은 여성 연쇄 강간 살인사건을 배경으로 한다. 베테랑 형사 오영달과 혈기 넘치는 신참 형사 방재수는 파트너가 되어 수사에 착수하고, 쇠구슬과 쇠사슬을 휘두르는 사이코패스 갱단 두목 김민기에게 점점 다가간다. 영화는 이들의 수사 과정과 함께 인물들의 관계를 중심으로 전개된다. 평론가들로부터 신선함은 부족하지만, 잘 쓰여진 캐릭터들과 배우들의 앙상블이 후반부에서 빛을 발한다는 평가를 받았다. 또한, 70년대 분위기를 풍기며 흥미롭다는 반응도 있었다.

## 캐스팅
- 정진영 - 오영달
- 양동근 - 방제수
- 한채영 - 강나나
- 기주봉 - 김반장
- 김명국 - 장칠순
- 황준영 - 고명환
- 유하복 - 황철구
- 방국현 - 심영만
- 이동규 - 노재봉
- 서재경 - 김민기
- 김희선 - 남반장
- 김기세 - 왕수창
- 김창규 - 고두만
- 이도경 - 도상춘
- 조경훈 - 곰탱이
- 채민석 - 갈치
- 신정근 - 넙치
- 이달형 - 순대
- 양한석 - 강일만
- 신경아 - 강숙
- 이정인 - 신숙정
- 백신 - 김형사
- 차순배 - 감식반원
- 김윤아 - 양반장

## 제작진
- 감독 - 김유진
- 각본 - 이만희
- 각색 - 신근호
- 프로듀서 - 신근호
- 기획 - 김유진
- 촬영 - 변희성
- 조명 - 임재영
- 편집 - 김현
- 음악 - 조성우
- 세트 - 윤기찬
- 소품 - 박문환 ((주)au-ra)
- 의상 - 김시진
- 분장 - 조현숙
- 특수분장 - 정세환
- 동시녹음 - 오세진, 김성훈, 문재홍
- 사운드(음향) - 김창섭, 김석원
- 특수효과 - 김태웅
- 무술감독 - 이홍표
- 제작사 - 씨앤필름
- 배급사 - 시네마서비스

## 사운드 트랙
- 와일드 카드 Original Sound Track with 타카피(2003년 5월 24일, (주)뮤직엔필름컴퍼니)

1. Part1.Original Music 'Wild Card' - Melody
2. 대사 하나
3. 'Wild Card' Main Theme
4. 백만송이 장미
5. Dear My Cops
6. 대사 둘
7. Cop's Rock
8. Part2.사건 - 프롤로그
9. 생일파티
10. 대사 셋
11. 검거율
12. 대사 넷
13. 길을 잃다
14. Part3.사랑 - 사랑에 빠지다
15. 대사 다섯
16. 구애
17. 대사 여섯
18. Cop's Ballad
19. Part4.애환,갈등 - 형사 장칠순
20. 대한민국 형사
21. 대사 일곱
22. 형사 방제수
23. 대사 여덟
24. Cop's Night
25. Part5. Ending - 형사중의 형사!!
26. 죄와 벌
27. 우정
28. 대사 아홉
29. 에필로그

## 수상 내역
- 2003년 제11회 이천춘사대상영화제 심사위원 특별상 : 김유진
- 2004년 제27회 황금촬영상 시상식 금상 : 변희성
- 2004년 제27회 황금촬영상 시상식 준회원상 : 오종현
- 2004년 제27회 황금촬영상 시상식 인기남우상 : 양동근
- 2004년 제27회 황금촬영상 시상식 조명상 : 임재영